# Chris Jogis
Christopher Hendrik „Chris“ Jogis (* 24. Mai 1965 in Palo Alto) ist ein ehemaliger US-amerikanischer Badmintonspieler estnischer Abstammung. 

## Karriere
1992 nahm Chris Jogis an den Olympischen Spielen teil und wurde 17. im Herreneinzel.
Des Weiteren gewann zwölfmal die US-Meisterschaften. 1986 siegte er bei den Swiss Open, 1988 bei den Iceland International und 1989 bei den Mexico International.

## Erfolge
| Saison | Veranstaltung              | Disziplin    | Platz | Name                       |
| ------ | -------------------------- | ------------ | ----- | -------------------------- |
| 1985   | USA: Einzelmeisterschaften | Herreneinzel | 1     | Chris Jogis                |
| 1986   | Swiss Open                 | Herreneinzel | 1     | Chris Jogis                |
| 1986   | USA: Einzelmeisterschaften | Herreneinzel | 1     | Chris Jogis                |
| 1987   | USA: Einzelmeisterschaften | Herrendoppel | 1     | Chris Jogis / Benny Lee    |
| 1987   | USA: Einzelmeisterschaften | Mixed        | 1     | Chris Jogis / Linda French |
| 1988   | USA: Einzelmeisterschaften | Mixed        | 1     | Chris Jogis / Linda French |
| 1988   | Iceland International      | Herrendoppel | 1     | Chris Jogis / John Britton |
| 1988   | Iceland International      | Herreneinzel | 1     | Chris Jogis                |
| 1988   | USA: Einzelmeisterschaften | Herrendoppel | 1     | Chris Jogis / Benny Lee    |
| 1988   | USA: Einzelmeisterschaften | Herreneinzel | 1     | Chris Jogis                |
| 1989   | USA: Einzelmeisterschaften | Herrendoppel | 1     | Chris Jogis / Benny Lee    |
| 1989   | Mexico International       | Herrendoppel | 1     | Chris Jogis / Benny Lee    |
| 1990   | USA: Einzelmeisterschaften | Herreneinzel | 1     | Chris Jogis                |
| 1990   | USA: Einzelmeisterschaften | Herrendoppel | 1     | Chris Jogis / Benny Lee    |
| 1991   | USA: Einzelmeisterschaften | Herreneinzel | 1     | Chris Jogis                |
| 1992   | Olympia                    | Herreneinzel | 17    | Chris Jogis                |
| 1992   | USA: Einzelmeisterschaften | Herreneinzel | 1     | Chris Jogis                |